# Platon (Lubarski)
Platon, imię świeckie Pietr Lubarski (zm. 8 października?/20 października 1811 w Jekaterynosławiu) – biskup Rosyjskiego Kościoła Prawosławnego.

## Życiorys
Był synem kapłana prawosławnego z guberni czernihowskiej. Kształcił się początkowo w seminarium przy monasterze Przemienienia Pańskiego w Jarosławiu, następnie zaś w kolegium w Kijowie i w miejscowej Akademii Duchownej. Po uzyskaniu końcowego dyplomu wyjechał do eparchii wiackiej, której ordynariuszem był wówczas jego krewny Bartłomiej (Lubarski). Od 1762 był w niej naczelnym kaznodzieją. W roku następnym podjął pracę wykładowcy seminarium duchownego w Wiatce, był również jego prefektem. Wieczyste śluby mnisze złożył jednak dopiero 18 listopada 1770, lub według innych źródeł 5 sierpnia 1771.
W 1771 objął godność ihumena monasteru Podwyższenia Krzyża Pańskiego w Wierchoczepiecku. Już w roku następnym wyjechał do Kazania, gdzie jako rektor stanął na czele miejscowego seminarium, jak również zaczął kierować monasterem Przemienienia Pańskiego w Kazaniu. W 1773 otrzymał godność archimandryty. Od 1779 do 1785 służył w Petersburgu.
W 1785 wrócił do eparchii kazańskiej i został przełożonym monasteru Zaśnięcia Matki Bożej w Swijażsku. W 1787 (według innego źródła – w 1789) przeniesiono go na analogiczny urząd w monasterze Nowe Jeruzalem, zaś od 1792 do 1794 kierował monastyrem Dońskim.
26 lutego 1794 został wyświęcony na biskupa tambowskiego i penzeńskiego, jednak na katedrze pozostał tylko do 11 marca tego samego roku, gdy Świątobliwy Synod Rządzący przeniósł go na katedrę astrachańską i stawropolską. W 1796 otrzymał godność arcybiskupią. Od 1803, w związku ze zmianą granic eparchii, nosił tytuł arcybiskupa astrachańskiego i kaukaskiego. W 1805 został arcybiskupem jekaterynosławskim, chersońskim i taurydzkim. Na urzędzie tym pozostawał do śmierci.